# Teodosi Borradiotes
Teodosi I Borradiotes (en grec medieval Θεοδόσιος Α΄ Βορραδιώτης) va ser patriarca de Constantinoble de l'any 1179 al 1183. Va succeir a Caritó de Constantinoble.
Teodosi Borradiotes es va oposar fermament a la intenció del nou emperador Andrònic I Comnè de casar una de les seves filles naturals, Irene, amb Aleix, un fill natural de l'emperador Manuel I Comnè, ja que qualificava la unió com un incest. Pressionat per l'emperador, es va veure obligat a dimitir.